# Inga japurensis
Inga japurensis là một loài thực vật có hoa trong họ Đậu. Loài này được T.D.Penn. miêu tả khoa học đầu tiên.